# Elora (Tennessee)
Elora ist ein gemeindefreies Gebiet im Lincoln County im US-Bundesstaat Tennessee.
Es liegt etwa 26 km südöstlich von Fayetteville und 3,2 km nördlich der Staatsgrenze zu Alabama.
Elora ist der Geburtsort von Bill Hefner, einem US-amerikanischen Politiker der Demokraten und von 1975 bis 1999 für North Carolina Mitglied im Repräsentantenhaus der Vereinigten Staaten.

## Persönlichkeiten
- Bill Hefner (1930–2009), Gospel-Sänger und Politiker